# 興光里
興光里為台灣台北市文山區轄下一里。位於興福地區及興隆次分區，1990年以前原屬景美區。

## 里界
- 東至：沿山邊與與萬美里為界
- 西至：興隆路三段與興得里為界
- 南至：興隆路三段181巷與興家里為界
- 北至：辛亥路四段與興泰里、興德路62巷與興昌里為界

## 歷史沿革
- 民國62年（1973年）本里原屬興得里，1973年行政區域調整，劃出成立本里並命名興光里。
- 民國79年（1990年）行政區域調整，興光里重新規劃，分割原興光里一部份給興家里，合併一部分興得里保留興光里里名。
- 民國91年（2002年）區里調整，興隆路三段181巷以南撥給興家里。

## 教育

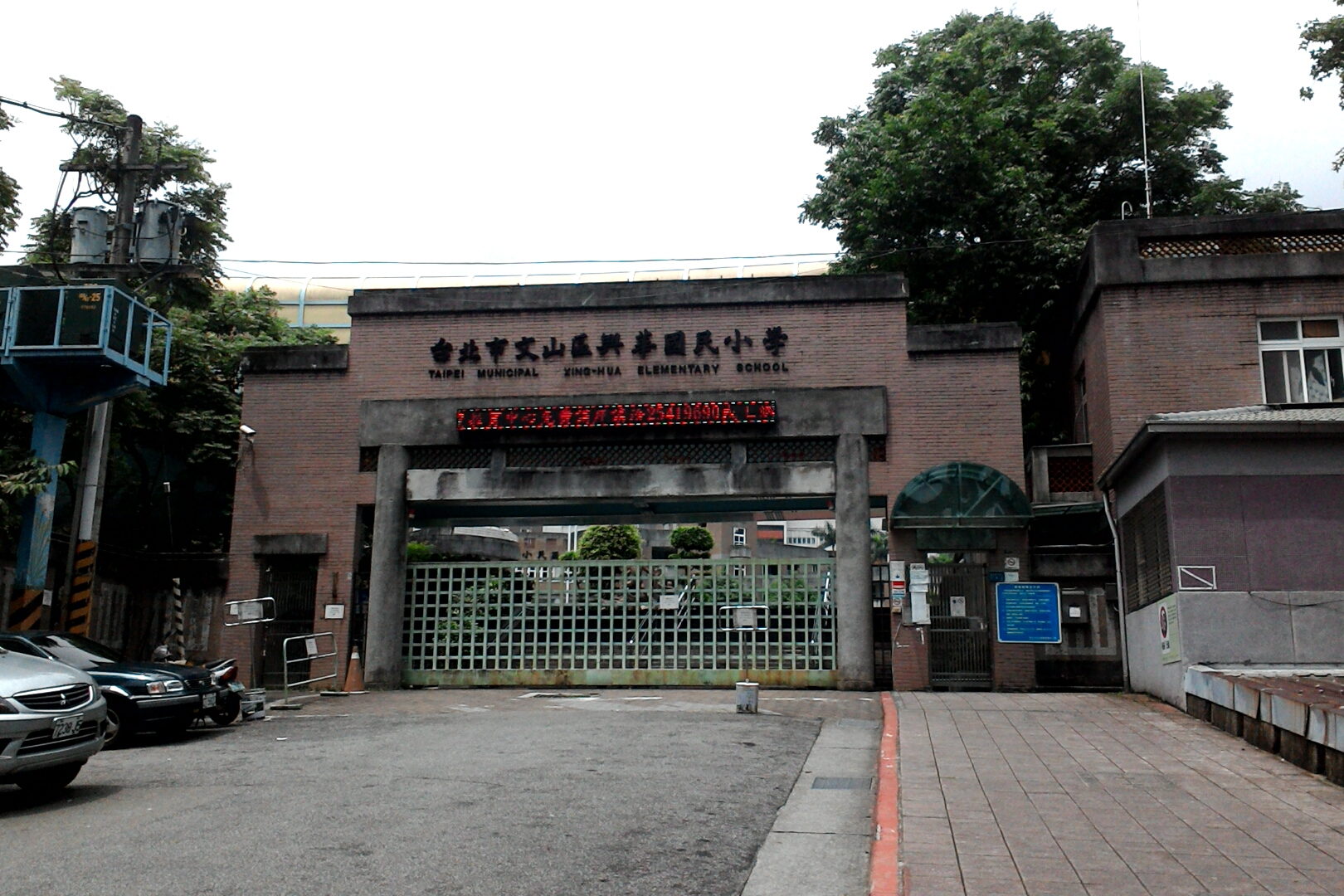
興華國小。

### 大專院校
- 臺灣警察專科學校

### 高級中學
- 臺北市立萬芳高級中學

### 國民小學
- 臺北市文山區興華國民小學